# Jesličky (přírodní památka)
Jesličky jsou přírodní památka severně od obce Němčičky v okrese Břeclav. Nově byla památka vyhlášena Nařízením Jihomoravského kraje č. 6/2019 ze dne 3.6.2019. Předmětem ochrany jsou cenná rostlinná a živočišná společenstva stepních lad, bývalých pastvin a teplomilných šípákových doubrav na sprašovém pokladě s výskytem zvláště chráněných druhů jako len chlupatý (Linum hirsutum), koniklec velkokvětý (Pulsatilla grandis), kozinec rakouský (Astragalus austriacus), kosatec různobarvý (Iris variegata), hlaváček jarní (Adonis vernalis), třemdava bílá (Dictamnus albus), vstavač vojenský (Orchis militaris), kavyl sličný (Stipa pulcherrima), sinokvět měkký (Jurinea mollis) a další. 